# Allotrochosina serpentina
Espèce
Allotrochosina serpentina est une espèce d'araignées aranéomorphes de la famille des Lycosidae.

## Distribution
Cette espèce est endémique de la province de Vĩnh Phúc au Viêt Nam,. Elle se rencontre dans le parc national de Tam Đảo.

## Description
Le mâle holotype mesure 3,68 mm et la femelle paratype 4,42 mm.

## Systématique et taxinomie
Cette espèce a été décrite par Wang et Li en 2024.

## Publication originale
- Wang, Li & Pham, 2024 : « The wolf spiders of three national parks in Northern Vietnam (Araneae: Lycosidae). » Zootaxa, no 5537(2), p. 234-244.